# WASP-146
WASP-146, TOI-295 — одиночная звезда в созвездии Водолея на расстоянии приблизительно 1600 световых лет (около 490 парсек) от Солнца. Видимая звёздная величина звезды — +12,697m. Возраст звезды оценивается как около 6,9 млрд лет.
Вокруг звезды обращается, как минимум, одна планета.

## Характеристики
WASP-146 — жёлтый карлик спектрального класса G0. Масса — около 1,057 солнечной, радиус — около 1,28 солнечного, светимость — около 1,71 солнечной. Эффективная температура — около 5852 К.

## Планетная система
В 2018 году группой астрономов, работающих в рамках программы SuperWASP, была открыта планета WASP-146 b.